# Lille (Bèlgica)
Lille és un municipi belga de la província d'Anvers a la regió de Flandes. Està compost per les seccions de Lille, Gierle, Poederlee i Wechelderzande. Limita al nord-oest amb Malle, al nord amb Beerse, al nord-est amb Vosselaar, a l'est amb Kasterlee, al sud-oest amb Vorselaar i al sud amb Herentals.

## Evolució de la població

### Seglexix
| Any      | 1806 | 1816 | 1830  | 1846  | 1856  | 1866  | 1876  | 1880  | 1890  |
| -------- | ---- | ---- | ----- | ----- | ----- | ----- | ----- | ----- | ----- |
| Població | 962  | 970  | 1.039 | 1.128 | 1.162 | 1.143 | 1.093 | 1.088 | 1.055 |
|          |      |      |       |       |       |       |       |       |       |

### Segle XX (fins a 1976)
| Any      | 1900  | 1910  | 1920  | 1930  | 1947  | 1961  | 1970  | 1976  |  |
| -------- | ----- | ----- | ----- | ----- | ----- | ----- | ----- | ----- |  |
| Població | 1.132 | 1.185 | 1.353 | 1.703 | 2.360 | 3.204 | 3.755 | 3.959 |  |
|          |       |       |       |       |       |       |       |       |  |

### 1977 ençà
| Any       | 1977   | 1980   | 1985   | 1990   | 1995   | 2000   | 2005   |
| --------- | ------ | ------ | ------ | ------ | ------ | ------ | ------ |
| Població  | 11.055 | 11.736 | 12.621 | 13.475 | 14.375 | 15.021 | 15.389 |
| Font: NIS |        |        |        |        |        |        |        |